# Міся Батлер
Міся Батлер (англ. Misia Butler) — британський актор, найбільш відомий своєю роллю Кенея в телесеріалі Netflix «Каос».

## Раннє життя
Батлер народився в Лондоні, де й виріс. Він захоплювався акторською майстерністю з юних років і отримав деяку підготовку на акторських курсах благодійної організації «Gendered Intelligence» у співпраці з Центральною школою сценічної мови та драматичного мистецтва в Лондоні, що також принесло йому першу акторську роботу в серіалі «Потерпілий», коли йому ще було 15 років. У есе, опублікованому Батлером у 2024 році для Yahoo News, Батлер розповів про свій приклад для наслідування — Елліота Пейджа та важливість репрезентації квірів на телебаченні та в кіно.

## Кар'єра
Першу акторську роль Батлер зіграв у віці 15 років в епізоді медичного телесеріалу BBC «Потерпілий» у 2016 році. Після ролі в «Потерпілому» він отримав агента. У 2018 році Батлер знявся в мінісеріалі Netflix «Поцілуй мене спочатку». Потім він з'явився у фільмі «Школа добра і зла» та серіалі Netflix «Напівлихий: Байстрюк самого диявола» у 2022 році.
У 2022 році Батлер пройшов прослуховування для телесеріалу Netflix «Каос», який розповідає про давньогрецьку міфологію та отримав роль Кенея, трансмаскулінної міфологічної фігури. Серіал вийшов 29 серпня 2024 року.

## Особисте життя
Батлер є трансгендером і використовує займенники він/його.

## Фільмографія
| Рік  | Назва             | Роль    | Примітки | Пос.  |
| ---- | ----------------- | ------- | -------- | ----- |
| 2022 | Школа добра і зла | Тарквін |          | [ 5 ] |

| Рік  | Назва                               | Роль    | Примітки | Пос.          |
| ---- | ----------------------------------- | ------- | -------- | ------------- |
| 2016 | Потерпілий                          | Роберт  |          | [ 11 ] [ 12 ] |
| 2018 | Поцілуй мене спочатку               | Йокаста |          | [ 4 ] [ 13 ]  |
| 2022 | Напівлихий: Байстрюк самого диявола | Найл    |          | [ 6 ]         |
| 2024 | Каос                                | Кеней   |          | [ 2 ]         |